# Saison 2 des Pingouins de Madagascar
 (octobre 2023).
Chronologie
Saison 1 Saison 3
Cet article recense la liste des épisodes de la deuxième saison de la série d'animation américaine Les Pingouins de Madagascar diffusée du 10 janvier 2011 au 19 décembre 2011 sur Nickelodeon.

## Épisodes
| No. de série | No. de saison | Titres                                                                             | Scénario                        | Première diffusion |
| --- | ------------- | ---------------------------------------------------------------------------------- | ------------------------------- | ------------------ |
| 49 | 1             | L'écureuil rouge The Red Squirrel                                                  | Brandon Sawyer                  | 10 janvier 2011    |
| - Invité spécial : Clancy Brown (Buck Rockgut) |               |                                                                                    |                                 |                    |
| 50 | 2             | Le chronotron It's About Time                                                      | Bill Motz et Bob Roth           | 10 janvier 2011    |
| |               |                                                                                    |                                 |                    |
| 51 | 3             | Alerte alligator ! Gator Catch                                                     | Bill Motz et Bob Roth           | 17 janvier 2011    |
| |               |                                                                                    |                                 |                    |
| 52 | 4             | Vive la popétique In the Line of Doody                                             | Brandon Sawyer                  | 17 janvier 2011    |
| - Invité : Gary Cole (Le commissionnaire) |               |                                                                                    |                                 |                    |
| 53 | 5             | Pas touche ! Can't Touch This                                                      | Bill Motz et Bob Roth           | 24 janvier 2011    |
| - Invité : Will Friedle (Randy) |               |                                                                                    |                                 |                    |
| 54 | 6             | La nouvelle recrue Hard Boiled Eggy                                                | Brandon Sawyer                  | 24 janvier 2011    |
| |               |                                                                                    |                                 |                    |
| 55 | 7             | Le trésor perdu de l'écureuil en or The Lost Treasure of the Golden Squirrel       | Eddie Guzelian                  | 7 février 2011     |
| - Invitée : Debbie Reynolds (Granny Squirrel) - Note : Cet épisode a une durée d'une demi-heure |               |                                                                                    |                                 |                    |
| 56 | 8             | La campagne de pub Fit to Print                                                    | Eddie Guzelian                  | 7 février 2011     |
| |               |                                                                                    |                                 |                    |
| 57 | 9             | Des poux, des poux ! Operation: Cooties                                            | Ivory Floyd                     | 14 février 2011    |
| |               |                                                                                    |                                 |                    |
| 58 | 10            | Mr. Teux Mr. Tux                                                                   | Eddie Guzelian                  | 14 février 2011    |
| |               |                                                                                    |                                 |                    |
| 59 | 11            | La catabombe huit Concrete Jungle Survival                                         | Brandon Sawyer                  | 21 février 2011    |
| |               |                                                                                    |                                 |                    |
| 60 | 12            | Me donne pas le cafard ! Stop Bugging Me!                                          | Bill Motz et Bob Roth           | 21 février 2011    |
| - Invités : Jerry Trainor (Lead Roach), Zand Broumand et Brian Posehn (les autres cafards) |               |                                                                                    |                                 |                    |
| 61 | 13            | Le gratte popotin Field Tripped                                                    | Todd Garfield                   | 25 février 2011    |
| - Invité : Nathan Kress (Ronald) |               |                                                                                    |                                 |                    |
| 62 | 14            | Histoire de blaireau ! Badger Pride                                                | Bill Motz et Bob Roth           | 25 février 2011    |
| - Invitées : Victoria Justice (Stacy), Jennette McCurdy (Becky) |               |                                                                                    |                                 |                    |
| 63 | 15            | Kaboum Kaboum and Kabust                                                           | Brandon Sawyer                  | 28 février 2011    |
| |               |                                                                                    |                                 |                    |
| 64 | 16            | Le casque d'or The Helmet                                                          | John Behnke & Rob Humphrey      | 28 février 2011    |
| Cet épisode est sorti sur le DVD The Penguins of Madagascar: Happy King Julien Day! |               |                                                                                    |                                 |                    |
| 65 | 17            | Un koala allumé Night and Dazed                                                    | Kurt Weldon                     | 28 février 2011    |
| - Invité : Dana Synder (Leonard) |               |                                                                                    |                                 |                    |
| 66 | 18            | Savio, le boa The Big Squeeze                                                      | Dean Stefan                     | 7 mars 2011        |
| - Invité : Nestor Carbonell (Savio) - Note : Cet épisode est sorti sur le DVD The Penguins of Madagascar: New to the Zoo |               |                                                                                    |                                 |                    |
| 67 | 19            | Faites un vœu Wishful Thinking                                                     | Bill Motz et Bob Roth           | 7 mars 2011        |
| |               |                                                                                    |                                 |                    |
| 68 | 20            | Poisson d'avril April Fools                                                        | Bill Motz et Bob Roth           | 7 mars 2011        |
| |               |                                                                                    |                                 |                    |
| 69 | 21            | Mademoiselle Blondinette Hello, Dollface                                           | Brandon Sawyer                  | 28 mars 2011       |
| |               |                                                                                    |                                 |                    |
| 70 | 22            | Hans, le Puffin Huffin and Puffin                                                  | Bill Motz et Bob Motz           | 28 mars 2011       |
| |               |                                                                                    |                                 |                    |
| 71 | 23            | La machine qui rend invisible Invention Intervention                               | Thomas Hart                     | 4 avril 2011       |
| |               |                                                                                    |                                 |                    |
| 72 | 24            | Un bébé dans le landau Cradle and All                                              | Justin Charlebois               | 4 avril 2011       |
| |               |                                                                                    |                                 |                    |
| 73 | 25            | La voiture hantée Driven to the Brink                                              | Bill Motz et Bob Roth           | 11 avril 2011      |
| - Cet épisode est sorti sur le DVD The Penguins of Madagascar: I was a Penguin Zombie |               |                                                                                    |                                 |                    |
| 74 | 26            | Okkuu Friend-in-a-Box                                                              | Bill Motz et Bob Roth           | 11 avril 2011      |
| |               |                                                                                    |                                 |                    |
| 75 | 27            | Pour arriver à ses fins Work Order                                                 | Eddie Guzelian                  | 18 avril 2011      |
| - Invité : Fred Tatasciore (Gus) |               |                                                                                    |                                 |                    |
| 76 | 28            | Le vol du diamant impérial Hot Ice                                                 | Ross Beeley                     | 18 avril 2011      |
| - Invité : French Stewart (Cecil) |               |                                                                                    |                                 |                    |
| 77 | 29            | Le bouleversement Command Crisis                                                   | Todd Garfield                   | 25 avril 2011      |
| - Cet épisode est sorti sur le DVD The Penguins of Madagascar: Operation: DVD Premiere (en) |               |                                                                                    |                                 |                    |
| 78 | 30            | Des secrets en pagaille Truth Ache                                                 | Bill Motz et Bob Roth           | 25 avril 2011      |
| - Cet épisode est sorti sur le DVD The Penguins of Madagascar: Operation: DVD Premiere |               |                                                                                    |                                 |                    |
| 79 | 31            | Préparatifs de Noël The All Nighter Before Christmas                               | Brandon Sawyer                  | 19 décembre 2011   |
| - Invité : Carl Reiner (Père Noël) - Note : Cet épisode a une durée de 22 minutes. Il avait été promu en tant que "Operation: Decoration" |               |                                                                                    |                                 |                    |
| 80 | 32            | Bizzaroïde conspiration Whispers and Coups                                         | Bill Motz et Bob Roth           | 7 mai 2011         |
| |               |                                                                                    |                                 |                    |
| 81 | 33            | Un penchant pour la peinture Brush with Danger!                                    | John Behnke & Rob Humphrey      | 7 mai 2011         |
| - Invitée : Leigh-Allyn Baker (Bella Bon Bueno) |               |                                                                                    |                                 |                    |
| 82 | 34            | L'aiguillon de l'amour Love Hurts                                                  | Brandon Sawyer                  | 14 mai 2011        |
| - Invitée : Joanna García (Shawna) |               |                                                                                    |                                 |                    |
| 83 | 35            | L'agent X, le retour The Officer X Factor                                          | Tom Krajewski et Eddie Guzelian | 14 mai 2011        |
| |               |                                                                                    |                                 |                    |
| 84 | 36            | La grosse tête Brain Drain                                                         | Bill Motz et Bob Roth           | 15 mai 2011        |
| |               |                                                                                    |                                 |                    |
| 85 | 37            | Le bras droit Right Human Hand                                                     | Eddie Guzelian                  | 15 mai 2011        |
| - Invité : Larry Miller (Clemson) |               |                                                                                    |                                 |                    |
| 86 | 38            | Pingouins sous capes Danger Wears a Cape                                           | Brandon Sawyer                  | 27 juin 2011       |
| - Invité : Atticus Shaffer (Les jumeaux Vésuvio) |               |                                                                                    |                                 |                    |
| 87 | 39            | Opération : Traité de paix Operation: Break-speare                                 | Jess Winfield                   | 27 juin 2011       |
| |               |                                                                                    |                                 |                    |
| 88 | 40            | Mission infiltration Rat Fink                                                      | Brandon Sawyer                  | 11 juillet 2011    |
| - Invité : Diedrich Bader (Le roi des rats) |               |                                                                                    |                                 |                    |
| 89 | 41            | La patate chaude ! Kanga Management                                                | Kurt Weldon                     | 11 juillet 2011    |
| - Invités : Dana Synder (Leonard), Fred Tatasciore (Gus) |               |                                                                                    |                                 |                    |
| 90 | 42            | On échange les places King Julian for a Day                                        | Derek Iversen et Eddie Guzelian | 18 juillet 2011    |
| |               |                                                                                    |                                 |                    |
| 91 | 43            | Il ne vous reste que 24 heures ! Maurice at Peace                                  | Thomas Hart                     | 18 juillet 2011    |
| |               |                                                                                    |                                 |                    |
| 92 | 44            | Le trop-mignonomètre Cute-astrophe                                                 | Brandon Sawyer                  | 25 juillet 2011    |
| |               |                                                                                    |                                 |                    |
| 93 | 45            | Opération : Échange de voisinage Operation: Neighbor Swap                          | Bill Roth et Bob Roth           | 25 juillet 2011    |
| - Invités : Kristen Schaal (les lapins), Will Friedle (Randy), Atticus Shaffer (les jumeaux Vésuvio) |               |                                                                                    |                                 |                    |
| 94 | 46            | Savio s'est échappé All Tied Up with a Boa                                         | Brandon Sawyer                  | 29 août 2011       |
| - Invité : Nestor Carbonell (Savio) |               |                                                                                    |                                 |                    |
| 95 | 47            | Le Pingouinou Rock-a-Bye Birdie                                                    | Gabriel Garza                   | 2 septembre 2011   |
| |               |                                                                                    |                                 |                    |
| 96 | 48            | Des harengs marinés Herring Impaired                                               | Brandon Sawyer                  | 5 septembre 2011   |
| |               |                                                                                    |                                 |                    |
| 97 | 49            | L'oncle du p'tit gars A Visit from Uncle Nigel                                     | Bill Motz et Bob Roth           | 9 septembre 2011   |
| - Invité : Peter Capaldi (Oncle Nigel) |               |                                                                                    |                                 |                    |
| 98 | 50            | Un zoo en pleine crise The Hoboken Surprise                                        | Brandon Sawyer                  | 12 septembre 2011  |
| - Invités : Megan Hilty (Frances Alberta), Jane Leeves (Lulu), Kathy Kinney (Rhonda), Larry Miller (Clemson), Nestor Carbonell (Savio) - Note : Cet épisode a une durée d'une demi-heure. Nickelodeon avait promu l'épisode Opération: Vacation dans les publicités. Cet épisode a remporté un Emmy Award de la meilleure chanson originale In the Happy Little Land of Hoboken Surprise. |               |                                                                                    |                                 |                    |
| 99 | 51            | La nouvelle revanche du Docteur Blowhole The Return of the Revenge of Dr. Blowhole | Bob Schooley et Mark McCorkle   | 16 septembre 2011  |
| - Invités : Neil Patrick Harris (Docteur Blowhole), Wally Wingert (Alex le lion) - Note : C'est le premier épisode télévisé d'une heure de la série. Cet épisode a remporté un Emmy Award du meilleur programme d'animation. |               |                                                                                    |                                 |                    |
| 100 | 52            | La famille Vésuvio Pets Peeved                                                     | Brandon Sawyer                  | 19 septembre 2011  |
| |               |                                                                                    |                                 |                    |
| 101 | 53            | Les nanorobots Byte-Sized                                                          | Evelyn Gabai                    | 23 septembre 2011  |
| - Invité : Kevin McDonald : Barry |               |                                                                                    |                                 |                    |
| 102 | 54            | Opération : super bonne action Operation: Good Deed                                | Bill Motz et Bob Roth           | 26 septembre 2011  |
| - Invité : Kevin McDonald : Barry |               |                                                                                    |                                 |                    |
| 103 | 55            | Pour un sachet de chips When the Chips are Down                                    | Bill Motz et Bob Roth           | 30 septembre 2011  |
| |               |                                                                                    |                                 |                    |
| 104 | 56            | Le temps mort Time Out                                                             | John Behnke                     | 3 octobre 2011     |
| |               |                                                                                    |                                 |                    |
| 105 | 57            | L'agent Buck Rockgut Our Man in Grrfurjiclestan                                    | Brandon Sawyer                  | 7 octobre 2011     |
| |               |                                                                                    |                                 |                    |
| 106 | 58            | Les tripes du commandant Gut Instinct                                              | Bill Motz et Bob Roth           | 10 octobre 2011    |
| |               |                                                                                    |                                 |                    |
| 107 | 59            | L'Invexpo I Know Why the Caged Bird Goes Insane                                    | Brandon Sawyer                  | 14 octobre 2011    |
| |               |                                                                                    |                                 |                    |
| 108 | 60            | Le projet S.T.A.N.K. The Big S.T.A.N.K.                                            | Eddie Guzelian                  | 17 octobre 2011    |
| |               |                                                                                    |                                 |                    |
| 109 | 61            | L'ennemi juré Arch-Enemy                                                           | Bill Motz et Bob Roth           | 21 octobre 2011    |
| - Invité : Lewis Black (Dale) |               |                                                                                    |                                 |                    |
| 110 | 62            | Opération : Antarctique Operation: Antarctica                                      | Brandon Sawyer                  | 24 octobre 2011    |
| C'est un épisode d'une demi-heure - Invités : Ciara Bravo (Hunter), Ed O'Neill (son père) |               |                                                                                    |                                 |                    |
| 111 | 63            | Le tunnel The Big Move                                                             | Thomas Hart                     | 28 octobre 2011    |
| |               |                                                                                    |                                 |                    |
| 112 | 64            | Dodo contre dodo Endangerous Species                                               | Gabriel Garza                   | 4 novembre 2011    |
| - Invité : Brian Stepanek (Dode) |               |                                                                                    |                                 |                    |
| 113 | 65            | L'Arc-Amoroso-Laser Loathe at First Sight                                          | Justin Charlebois               | 7 novembre 2011    |
| |               |                                                                                    |                                 |                    |
| 114 | 66            | Les Tremblox The Trouble With Jiggles                                              | John Behnke et Rob Humphrey     | 11 novembre 2011   |
| |               |                                                                                    |                                 |                    |
| 115 | 67            | Le calamar Alienated                                                               | Bill Motz et Bob Roth           | 31 octobre 2011    |
| |               |                                                                                    |                                 |                    |
| 116 | 68            | On arrête tous les jeux ! The Most Dangerous Game Night                            | Brandon Sawyer                  | 14 novembre 2011   |
| |               |                                                                                    |                                 |                    |